# Huarache (calçado de corrida)

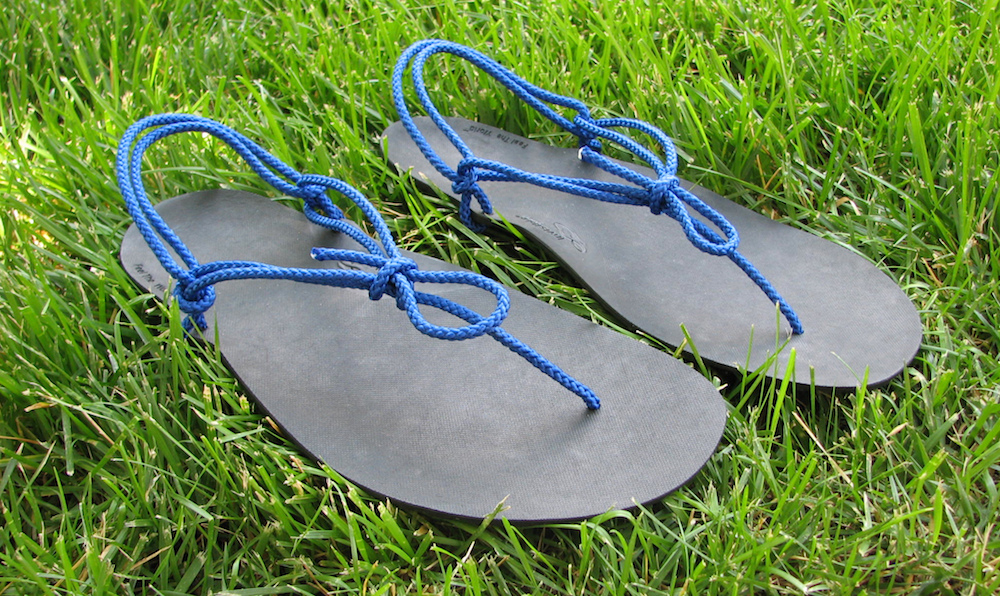
Huaraches

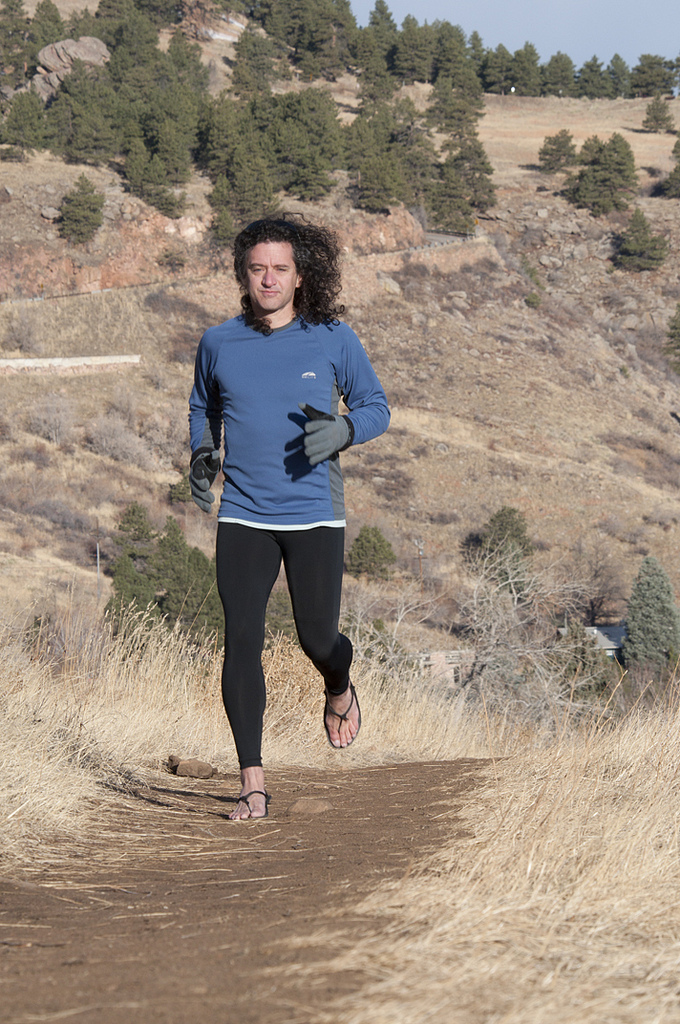
Homem correndo, calçado com huaraches

Huaraches são um tipo aberto de calçado para uso externo, consistindo de uma sola de sapato presa ao pé do usuário por correias que passam sobre o peito do pé e ao redor do tornozelo. O entendimento comum é que estas sandálias sejam uma variante do  calçado tradicional mexicano chamado huarache: a diferença está no design e construção. Corredores já ganharam provas usando o calçado.
Estas sandálias são favorecidas pelos corredores minimalistas por várias razões. Eles forçam o pé e o corredor a terem uma marcha natural. Eles também ajudam a proteger o pé de vidros, cascalhos e outros detritos.

## Design
A principal diferença destes calçados para os tradicionais huaraches está nas tiras que cobrem a frente do pé. As tradicionais sandálias de tiras são tecidas em um desenho intrincado. Na variante usada para corrida as tiras são muito mais simples e menos ornamentadas.

## Produção
Huaraches eram originalmente feitas de couro, e, mais tarde, com a banda de rodagem de pneus usados de automóveis. Desde então vem sendo usado solado de borracha. 
Os cadarços para huaraches podem ser sintéticos, de cânhamo ou de couro. Os cordões sintéticos são normalmente feitos de poliéster ou de nylon. Geralmente, os cadarços são de construção estreita, com cordas finas, semelhantes ao cordame dos paraquedas.